# La Rosita, Tamaulipas
La Rosita är en ort i Mexiko.   Den ligger i kommunen Güémez och delstaten Tamaulipas, i den centrala delen av landet, 500 km norr om huvudstaden Mexico City. La Rosita ligger 198 meter över havet och antalet invånare är 220.
Terrängen runt La Rosita är platt, och sluttar österut. Runt La Rosita är det glesbefolkat, med 20 invånare per kvadratkilometer. Närmaste större samhälle är Guillermo Zúñiga, 10,7 km sydväst om La Rosita. Trakten runt La Rosita består till största delen av jordbruksmark.